# 上西惠
上西惠（日语：／ Jonishi Kei */?，1995年3月18日—）是日本女藝人，為女子偶像團體NMB48 Team N前成員，曾為Team N副隊長，滋賀縣出身。2010年以NMB48一期生身分出道。2017年4月18日自NMB48畢業。

## 經歷
2010年9月20日，上西參加NMB48一期生徵選會並合格。10月9日，於AKB48的野外演唱會「東京秋祭」中和其他的26名合格者首次登場，以NMB48成員身分正式出道。10月17日，與其他NMB48成員參與了於神戶國際會館舉辦的SKE48演唱會「這汗量不是鬧著玩的」的最終日演出，並且和SKE48的成員們一同演唱了《馬路須加學園頂尖藍調》。12月18日，在大阪巨蛋舉辦的AKB48《Beginner》全國握手會活動中，以NMB48第1期研究生25名成員之一的身分進行了驚喜突擊現場演出，並演唱了歌曲《好想見你》。
2011年1月1日，於大阪市難波的NMB48劇場落成，NMB48 一期生「為了誰」公演開始，並且以選拔成員16人之中的一人的身分劇場出道。3月10日，Team N正式組成，並在NMB48第一期研究生25名之中選出了16名做為N組的成員，上西亦是其中一員。
2012年10月4日，於《赤川次郎原作 毒＜Poison＞》（讀賣電視台）中第一次出演電視劇，在劇中飾演菅原美佐。
2013年6月8日，於「AKB48第32張單曲選拔總選舉」中以17,381票獲得第40名，首次進入圈內並成為Next Girls的一員。
2014年2月24日，於DiverCity東京舉辦的「AKB48集團大組閣祭」中，宣布留任Team N，並擔任Team N的副隊長。6月7日，於「AKB48第37張單曲選拔總選舉」中以14,194票獲得第58名，成為Future Girls的一員。
2015年6月6日，於「AKB48第41張單曲選拔總選舉」中以21,135票獲得第36名，成為Next Girls的一員。9月28日，發行個人第一本寫真集《生涯上西宣言》。
2016年6月28日，於Team BII公演上，正式披露了NMB48第五期研究生，其中上西的妹妹上西怜也名列其中，是NMB48中首對姊妹在籍的成員。10月18日，於神戶世界紀念館舉辦的「NMB48 6th Anniversary LIVE」中宣布畢業。
2017年4月10日，在大阪ORIX劇場舉行畢業演唱會「NMB48 上西惠畢業演唱會 ～果然還是惠醬排第一～」（NMB48 上西恵卒業コンサート 〜やっぱり恵ちゃんがナンバ―ワン〜）。4月18日，在NMB48劇場舉行畢業公演，正式從NMB48畢業。
2019年5月，正式回歸演藝活動，加盟GCREW事務所，並出演「演劇集團Z-Lion」的舞台。
2023年1月10日，於個人Twitter上宣布已於2022年年底退出所屬事務所。

## 人物
- 長處的地方是積極和友好[30]。
- 喜歡的歌手為YUI、阿部真央[31]。
- 喜歡占卜[32]。
- 興趣是看手機小說[30]。
- 將来的夢想是女演員[30]。
- 妹妹為NMB48五期生上西怜。

### NMB48相關
- 在NMB48劇場中使用的Catch phrase是「大家喜歡哪一類型的呢？耳聰目明型？嚴厲認真型？N700型？還是說是上西惠？（上西惠！）」（皆さんは何系が好きですか？あっさり系？こってり系？N700系？それとも上西恵？（上西恵！））[30][33]
- 暱稱是。隊長山本彩以「上西」稱呼[34]，同期的吉田朱里和太田里織菜以稱呼[35][36]。
- 如果要在成員之中選女朋友的話為福本愛菜，而男朋友則是山本彩。
- NMB48之中所推的成員為川上禮奈[37]。
- Team N 1st Stage「為了誰」公演的全116公演出演[30]。

## 參與歌曲
- 標註有「★」符號者表示該首歌曲有拍攝MV。

### 單曲CD
NMB48
|      | 發行日期       | 單曲名稱             | 參與歌曲名稱         | 名義      | 收錄於         | MV | 備註                        |
| ---- | -------------- | -------------------- | -------------------- | --------- | -------------- | -- | --------------------------- |
| 1st  | 2011年7月20日  | 絕滅黑髮少女         | 絕滅黑髮少女         |           | 全版本         | ★  | A面曲 出道作品 首次進入選拔 |
| 1st  | 2011年7月20日  | 絕滅黑髮少女         | 青春的單圈時間       |           | Type-A、Type-B | ★  |                             |
| 1st  | 2011年7月20日  | 絕滅黑髮少女         | 久等了，新学期       | 红组      | Type-B、劇場盤 | ★  |                             |
| 1st  | 2011年7月20日  | 絕滅黑髮少女         | 三日月的背影         |           | 劇場盤         |    |                             |
| 2nd  | 2011年10月19日 | Oh My God!           | Oh My God!           |           | 全版本         | ★  | A面曲                       |
| 2nd  | 2011年10月19日 | Oh My God!           | 我在等待             |           | 除劇場盤       |    |                             |
| 2nd  | 2011年10月19日 | Oh My God!           | 捕食者們             | 红組      | Type-B、劇場盤 | ★  |                             |
| 2nd  | 2011年10月19日 | Oh My God!           | 謊言的天秤           | NMB7      | Type-C         |    |                             |
| 3rd  | 2012年2月8日   | 純情U-19             | 純情U-19             |           | 全版本         | ★  | A面曲                       |
| 3rd  | 2012年2月8日   | 純情U-19             | 向右轉!              | 红組      | Type-B、劇場盤 | ★  |                             |
| 3rd  | 2012年2月8日   | 純情U-19             | 戀愛的速度           | NMB Seven | Type-C         |    |                             |
| 4th  | 2012年5月9日   | 海岸邊最可愛的女孩！ | 海岸邊最可愛的女孩！ |           | 全版本         | ★  | A面曲                       |
| 4th  | 2012年5月9日   | 海岸邊最可愛的女孩！ | 最後的淨化           | 白組      | Type-A、劇場盤 | ★  |                             |
| 5th  | 2012年8月8日   | Virginity            | Virginity            |           | 全版本         | ★  | A面曲                       |
| 5th  | 2012年8月8日   | Virginity            | 妄想女朋友           |           | 除劇場盤       | ★  |                             |
| 5th  | 2012年8月8日   | Virginity            | 我們的帆船賽         | 白組      | Type-A、劇場盤 | ★  |                             |
| 6th  | 2012年11月7日  | 北川謙二             | 北川謙二             |           | 全版本         | ★  | A面曲                       |
| 6th  | 2012年11月7日  | 北川謙二             | In-goal              |           | 除劇場盤       |    |                             |
| 7th  | 2013年6月19日  | 我們的發現           | 我们的发现           |           | 全版本         | ★  | A面曲                       |
| 7th  | 2013年6月19日  | 我們的發現           | 传不到的传达物       |           | 除劇場盤       |    |                             |
| 8th  | 2013年10月2日  | 大蔥鴨們             | 大蔥鴨們             |           | 全版本         | ★  | A面曲                       |
| 9th  | 2014年3月26日  | 高山上的蘋果         | 高山上的蘋果         |           | 全版本         | ★  | A面曲                       |
| 10th | 2014年11月5日  | 真不像我             | 真不像我             |           | 全版本         | ★  | A面曲                       |
| 10th | 2014年11月5日  | 真不像我             | 休戰協定             | Team N    | Type-A         |    |                             |
| 11th | 2015年3月31日  | Don't look back!     | Don't look back!     |           | 全版本         | ★  | A面曲                       |
| 11th | 2015年3月31日  | Don't look back!     | 畢業旅行             |           | 全版本         |    |                             |
| 11th | 2015年3月31日  | Don't look back!     | 戀愛欺騙者           | Team N    | Type-A         | ★  |                             |
| 12th | 2015年7月15日  | 榴槤少年             | 榴槤少年             |           | 全版本         | ★  | A面曲                       |
| 12th | 2015年7月15日  | 榴槤少年             | 生命的中心           | Team N    | Type-A         | ★  |                             |
| 13th | 2015年10月7日  | Must be now          | 單戀不如回憶…        |           | 全版本         | ★  |                             |
| 13th | 2015年10月7日  | Must be now          | 夢想沒有顏色的理由   | Team N    | Type-A         | ★  |                             |
| 14th | 2016年4月27日  | 輕咬少女             | 輕咬少女             |           | 全版本         | ★  | A面曲                       |
| 14th | 2016年4月27日  | 輕咬少女             | 無常物語             | Team N    | Type-A         | ★  |                             |
| 15th | 2016年8月3日   | 我不在               | 我不在               |           | 全版本         | ★  | A面曲                       |
| 15th | 2016年8月3日   | 我不在               | 從天而降的戀愛       | Team N    | Type-A         | ★  |                             |
| 16th | 2016年12月28日 | 除我之外的人         | 除我之外的人         |           | 全版本         | ★  | A面曲                       |
| 16th | 2016年12月28日 | 除我之外的人         | 孤獨吉他             | Team N    | Type-A         | ★  |                             |
| 16th | 2016年12月28日 | 除我之外的人         | 途中下車             |           | 全版本         |    | Center                      |

AKB48
|      | 發行日期       | 單曲名稱           | 參與歌曲名稱         | 名義            | 收錄於    | MV | 備註 |
| ---- | -------------- | ------------------ | -------------------- | --------------- | --------- | -- | ---- |
| 27th | 2012年8月29日  | 格子花紋           | 那一天的風鈴         | Waiting Girls   | 劇場盤    |    |      |
| 29th | 2012年12月5日  | 永遠的壓力         | HA!                  | NMB48           | Type-B    | ★  |      |
| 32nd | 2013年8月21日  | 戀愛的幸運餅乾     | 這一次一定要心醉神迷 | Next Girls      | Type-A    | ★  |      |
| 34th | 2013年12月11日 | 倘若在梧桐樹什麼的 | 遇見你之後我變了     | NMB48           | Type-N    | ★  |      |
| 35th | 2014年2月26日  | 勇往直前           | 早看穿你的謊言       | Beauty Giraffes | Type-A    | ★  |      |
| 37th | 2014年8月27日  | 心意告示牌         | 個性差的女生         | Future Girls    | Type-B    | ★  |      |
| 38th | 2014年11月26日 | 希望無限           | 我想歌唱             | 嘉德麗亞蘭組    | Type-C    | ★  |      |
| 39th | 2015年3月4日   | Green Flash        | 龐克搖滾             | NMB48           | Type-N    | ★  |      |
| 41st | 2015年8月26日  | Halloween Night    | 水中傳導率           | Next Girls      | Type-C、D | ★  |      |
| 43rd | 2016年3月9日   | 你就是旋律         | 緊抓不放的青春       | NMB48           | Type-B    | ★  |      |
| 47th | 2017年3月15日  | Shoot Sign         | 午夜的逞強           | NMB48           | Type-B    | ★  |      |

其他
| 發行日期       | CD名稱     | 參與歌曲名稱   | 名義 | 收錄於 | MV | 備註                            |
| -------------- | ---------- | -------------- | ---- | ------ | -- | ------------------------------- |
| 2015年12月23日 | 右腳的證明 | 你一直都在哪裡 |      | 全版本 | ★  | 藤田奈那猜拳大會solo單曲的C/W曲 |

### 專輯CD
NMB48
|     | 發行日期      | 專輯名稱                        | 參與歌曲名稱                   | 名義   | 收錄於         | 備註 |
| --- | ------------- | ------------------------------- | ------------------------------ | ------ | -------------- | ---- |
| 1st | 2013年2月27日 | 尖端頂點之上！                  | 尖端頂點之上！                 |        | 全版本         |      |
| 1st | 2013年2月27日 | 尖端頂點之上！                  | 12月31日                       |        | 全版本         |      |
| 1st | 2013年2月27日 | 尖端頂點之上！                  | Lily                           | Team N | Type-N、劇場盤 |      |
| 2nd | 2014年8月13日 | 世界的中心是大阪 ～難波自治區～ | 伊維薩女孩                     |        | 全版本         |      |
| 2nd | 2014年8月13日 | 世界的中心是大阪 ～難波自治區～ | 「別在意學生手冊的照片」的法則 |        | 全版本         |      |
| 2nd | 2014年8月13日 | 世界的中心是大阪 ～難波自治區～ | 下電車                         | Team N | Type-N         |      |

AKB48
|     | 發行日期      | 專輯名稱   | 參與歌曲名稱      | 名義                    | 收錄於 | 備註 |
| --- | ------------- | ---------- | ----------------- | ----------------------- | ------ | ---- |
| 3rd | 2011年6月8日  | 就是在這裡 | 就是在這裡        | AKB48+SKE48+SDN48+NMB48 | 全版本 |      |
| 4th | 2012年8月15日 | 1830m      | 藍天 不會寂寞嗎？ | AKB48+SKE48+NMB48+HKT48 | 全版本 |      |

### 劇場公演公演曲
TeamN 2nd Stage「青春女孩」公演
- 雨中動物園
- 放浪之夏

## 演出

### 電視劇
- 赤川次郎原作 毒＜Poison＞（2012年10月4日－12月27日，讀賣電視台）：飾演 菅原美佐[10]
- 馬路須加學園4（2015年1月20日－3月31日，日本電視台）：飾演 大眼（デメキン）[39]
- 馬路須加學園5（2015年8月25日－10月27日，日本電視台、Hulu）：飾演 大眼（デメキン）[40]
- 歷史秘話 第250回《{愛と悲しみの大奥物語》（2016年5月6日，NHK綜合台）：飾演 繪島（主演）[41]
- AKBLove夜 戀愛工場（日语：AKBラブナイト 恋工場） 第26集《兩個人的同學會》（2016年7月21日，TELASA、朝日網絡電視台）：飾演 仁美（單篇主演）[42]

### 廣播
- 吉本祇園花月 Presents GION電台「NMB48放課後新聞」（2011年10月3日－2017年4月12日，KBS京都）- 週替主持人
- NMB48学園〜這裡是怪物引擎組〜（2013年10月5日－2017年4月1日，ABC電台）- 常規出演[43]

### 電影
- NMB48 藝人!THE MOVIE 搞笑青春女孩（2013年8月1日）
- NMB48 艺人！THE MOVIE RETURNS 毕业！搞笑青春女孩们的新旅程（2014年7月25日）
- 愛MY〜タカラモノと話せるようになった女の子の話〜（2017年1月28日，KATSU-do）：飾演 ユウコ（主演）[44][45]

## 書籍

### 寫真集
- 生涯上西宣言（2015年9月26日，WANI BOOKS）[46]
- 21K（2017年2月23日，WANI BOOKS）[47][48]
- KEI（2019年12月20日，WANI BOOKS）[49][50]
- “そのまんま。”（2022年5月27日，WANI BOOKS）[51][52]

## 外部連結
- 上西惠官方網站（日語）
- 舊官方網站（日語）
- 上西惠官方粉絲俱樂部 （页面存档备份，存于）（日語）
- GCREW個人介紹頁（日語）
- NMB48個人介紹頁（日語）
- NMB48官方部落格「上西惠」（2010年12月18日－2017年4月19日）（日語）
- 上西惠的X（前Twitter）（2014年10月16日－）（日語）
- 上西惠的Instagram帳戶（日語）
- 上西惠的TikTok（日語）
- 上西惠 官方755 （页面存档备份，存于）（日語）
- 上西惠的Ameba部落格（日語）